# 서정협
서정협(徐正協, 1965년 1월 3일 ~ )은 대한민국의 공무원이자 서울특별시장 권한대행이었다. 본관은 이천이다.
박원순 서울특별시장의 실종으로 인하여 2020년 7월 9일 밤부터 서울특별시 시장 직무를 대리하다가, 이튿날 2020년 7월 10일 새벽 박원순 시장의 사망이 확인되면서 서울특별시 시장 권한대행을 맡았다. 그 후 이듬해 2021년 4월 재보궐 선거가 치러질 때까지 약 9개월여 동안 서울특별시장 권한대행 직책을 겸직 수행했다.

## 주요 이력

### 학력
- 학성고등학교 졸업
- 서울대학교 국제경제학과 학사
- 서울대학교 행정대학원 행정학 석사
- 미국 하버드 대학교 케네디스쿨 정책대학원 행정학 석사
- 한국방송통신대학교 영어영문학과 학사
- 서울시립대학교 대학원 도시행정학과 행정학 석사
- 서울시립대학교 대학원 도시행정학과 행정학 박사과정 수료

### 주요 경력
- 제35회 행정고시 합격 (1991년)
- 서울특별시청 청계천축제추진반 반장
- 서울특별시청 DMC담당관
- 서울특별시청 창의혁신담당관
- 서울특별시청 언론담당관
- 서울특별시청 행정과 과장
- 한양대학교 겸임교수
- 서울특별시청 관광정책관
- 연세대학교 겸임교수
- 고려대학교 겸임교수
- 서울특별시청 정책기획관
- 서울특별시 시장 비서실 실장
- 서울특별시청 시민소통기획관
- 서울특별시청 문화본부장
- 서울특별시청 기획조정실 실장
- 서울특별시 제1행정부시장
- 서울특별시장 권한대행
- 한국도시행정학회 부회장
- 서울시립대학교 도시행정학과 초빙교수